# 莫利尼斯

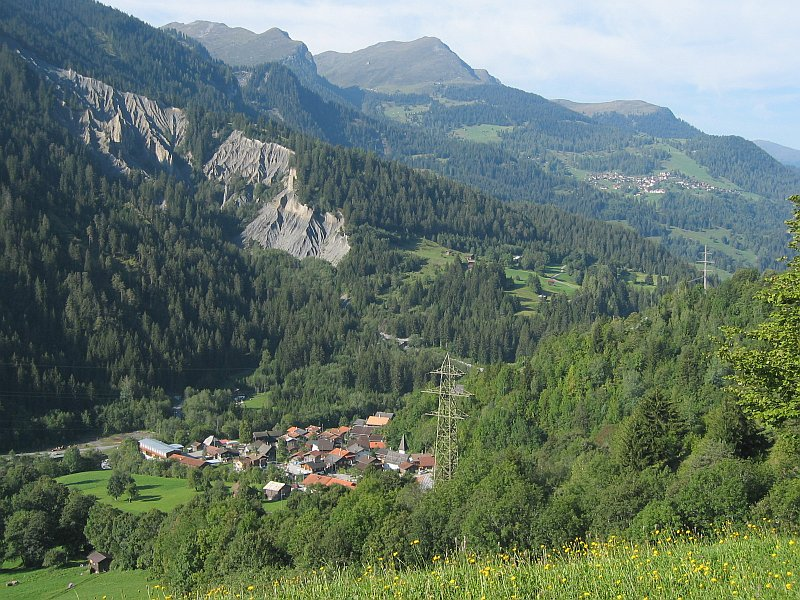

莫利尼斯是瑞士的城鎮，位於該國東部，由格勞賓登州負責管轄，面積13.24平方公里，海拔高度1,041米，2010年人口132，人口密度每平方公里10人。